# Diplothecta digonia
Diplothecta digonia är en fjärilsart som beskrevs av Turner 1920. Diplothecta digonia ingår i släktet Diplothecta och familjen nattflyn. Inga underarter finns listade i Catalogue of Life.